# Plutonio-240
El plutonio-240 (240Pu o Pu-240) es un isótopo del plutonio que se forma cuando el plutonio-239 captura un neutrón. La detección de su fisión espontánea condujo a su descubrimiento en 1944 en Los Álamos y tuvo consecuencias importantes para el Proyecto Manhattan.
El plutonio-240 sufre fisión espontánea como modo de desintegración secundaria a una tasa pequeña pero significativa. La presencia de este limita el uso del plutonio en una bomba nuclear, porque el flujo de neutrones de la fisión espontánea inicia la reacción en cadena de forma prematura, lo que provoca una liberación temprana de energía que dispersa físicamente el núcleo antes de que se alcance la implosión completa. Se desintegra por emisión alfa en uranio-236.

## Propiedades
Entre el 62% y el 73% de las veces que 239Pu captura un neutrón, sufre fisión; el resto del tiempo, forma 240Pu. Cuanto más tiempo permanece un elemento de combustible nuclear en un reactor nuclear, mayor es el porcentaje relativo de 240Pu en el combustible.
El isótopo 240Pu tiene aproximadamente la misma sección transversal de captura de neutrones térmicos que 239Pu (289.5 ± 1.4 frente a 269.3 ± 2.9 barns), pero solo una pequeña sección eficaz de fisión de neutrones térmicos (0.064 barns). Cuando el isótopo 240Pu captura un neutrón, es aproximadamente 4500 veces más probable que se convierta en 241Pu a que se fisione. En general, los isótopos de números de masa impares tienen más probabilidades de absorber un neutrón y pueden sufrir fisión tras la absorción de neutrones con mayor facilidad que los isótopos de número de masa par. Por lo tanto, incluso los isótopos más masivos tienden a acumularse, especialmente en un reactor térmico.

## Uso en armas nucleares

Cadena de desintegración de ^{240}Pu

La inevitable presencia de 240Pu en un núcleo de una bomba atómica basado en plutonio complica su diseño, y el 239Pu puro se considera óptimo. Esto se debe a varias razones:
- 240Pu tiene una alta tasa de fisión espontánea. Un solo neutrón perdido que se introduce mientras el núcleo está en un estado supercrítico hará que detone casi inmediatamente, incluso antes de que se haya aplastado hasta una configuración óptima. La presencia de 240Pu causaría así fisura aleatoria, con un rendimiento explosivo muy por debajo del rendimiento potencial.[6][3]
- Los isótopos fuera de 239Pu liberan significativamente más radiación, lo que complica su manejo por parte de los trabajadores.[6]
- Los isótopos aparte de 239Pu producen más calor de desintegración, que puede causar distorsiones de cambio de fase del núcleo de precisión si se permite que se acumule.[6]

El problema de la fisión espontánea fue estudiado ampliamente por los científicos del Proyecto Manhattan durante la Segunda Guerra Mundial. Bloqueó el uso de plutonio en armas nucleares de tipo cañón en las que el ensamblaje del material fisible en su configuración de masa supercrítica óptima puede tardar hasta un milisegundo en completarse, e hizo necesario desarrollar armas de tipo implosión donde el ensamblaje ocurre en unos pocos microsegundos. Incluso con este diseño, se estimó antes de la prueba Trinity que la impureza de 240Pu causaría una probabilidad del 12% de que la explosión no alcanzara su rendimiento máximo.
La minimización de la cantidad de 240Pu, como en el plutonio de grado armamentístico (menos del 7% de 240Pu) se logra reprocesando el combustible después de solo 90 días de uso. Estos ciclos de combustible rápidos son altamente imprácticos para los reactores de potencia civiles y normalmente solo se llevan a cabo con reactores dedicados a la producción de plutonio para armas. El plutonio del combustible gastado de los reactores de potencia civiles normalmente contiene menos del 70 % de 239Pu y alrededor del 26 % de 240Pu, y el resto está compuesto por otros isótopos de plutonio, lo que dificulta su uso para la fabricación de armas nucleares. Sin embargo, en el caso de los diseños de armas nucleares introducidos después de la década de 1940, ha habido un debate considerable sobre el grado en el que el 240Pu supone una barrera para la construcción de armas.